# Skatteincidens
Skatteincidens (skatteövervältring eller övervältring) är i ekonomin en analys om vilken grupp som i realiteten bär skattebördan för en viss skatt, det vill säga att skatten indirekt betalas av någon annan än den som enligt lag är skattskyldig. Det inkluderar såväl oavsiktliga som avsiktliga effekter (till exempel indirekt skatt). Exempelvis kan en skatte- eller avgiftsökning vid tillverkningen av en viss vara innebära att producenten/ägarens vinst minskar (om priset för varan inte höjs), men det kan också innebära att varan blir dyrare (eller får sämre kvalitet) för konsumenten som köper den. Om försäljningen av varan inte minskar på grund av det höjda priset så bär konsumenten bördan för denna skatt, även om det är producenten som enligt lag är skattskyldig. Det kan också vara så att exempelvis de som arbetar med att tillverka varan får en sämre löneutveckling, och dessa då bär bördan för den nya skatten. Hur skatter övervältras har bland annat med priselasticiteten på en viss marknad att göra.